# Phước Thể
Phước Thể là một xã thuộc huyện Tuy Phong, tỉnh Bình Thuận, Việt Nam.

## Địa lý
Xã Phước Thể có diện tích 10,090 km², dân số năm 2005 là 11.504 người, mật độ dân số đạt 1.004 người/km².

### Địa chất
Cấu tạo bởi cuội, cát, sét kết và các thành tạo bở, rời (Giới Kainozoi).

### Địa hình
Đồng ruộng phần lớn nằm dọc theo sông Lòng Sông, địa hình thấp dần về phía biển.

### Khí hậu
Nằm trong vùng khô hạn nhất nước, với những đặc trưng cơ bản là mưa ít, nắng, gió nhiều và không có mùa đông giá rét. Khí hậu chia thành 2 mùa rõ rệt: mùa mưa từ tháng 6 đến tháng 11, mùa khô từ tháng 12 đến tháng 5 năm sau. Trong mùa mưa, lượng mưa tập trung chủ yếu vào 3 tháng 8, 9, 10.
Nhiệt độ không khí trung bình 26,9 °C, trong tháng 4 và tháng 5 nhiệt độ trung bình lên tới 28 °C - 29 °C (cao nhất tuyệt đối 350C), nhiệt độ trung bình tháng thấp nhất (tháng 1) là 24,70C.
Lượng mưa trung bình hàng năm là 800mm, nhưng phân bố không đều giữa các tháng trong năm. Trong mùa mưa (từ tháng 6 đến tháng 11) lượng mưa chiếm trên 90% tổng lượng mưa cả năm, mùa khô (tháng 12 đến tháng 5 năm sau), lượng mưa chỉ chiếm dưới 10% tổng lượng mưa cả năm.

### Thủy văn
Sông Lòng Sông: dòng chính bắt nguồn từ vùng núi cao giáp với Lâm Đồng, sông dài 50 km, diện tích lưu vực là 511 km², trong đó có trên 95% diện tích lưu vực trên địa bàn huyện Tuy Phong. Tuy không có giá trị về thủy điện nhưng sông Lòng Sông có giá trị rất lớn về thủy lợi và nghề cá. Phía cửa sông Lòng Sông (cửa Đại Hòa, thuộc xã Phước Thể) là bến neo đậu tàu thuyền rất lý tưởng, là cảng cá tấp nập, nhộn nhịp cả năm, nhất là thời gian hoạt động của gió mùa mùa Hạ (ngư dân gọi là "mùa gió Nam").

## Du lịch
Khu bảo tồn biển Hòn Câu thuộc địa phận xã Phước Thể được biết đến là đảo nhỏ có thắng cảnh thiên nhiên đẹp, có hệ sinh thái rạn san hô rất đa dạng.